# Mary Jane Watson
Mary Jane Watson is een personage uit de Spider-Man-strips van Marvel Comics. Ze werd bedacht door Stan Lee en John Romita, Sr.. Ze verscheen voor het eerst in Amazing Spider-Man (vol. 1) #25, maar daarin was ze slechts gedeeltelijk te zien. Pas in The Amazing Spider-Man #42 (november 1966) verscheen ze geheel.
Gedurende de laatste 20 jaar is Mary Jane Peter Parkers vaste vriendin geweest, hoewel ze in het begin zijn aandacht moest delen met anderen, waaronder Gwen Stacy en Black Cat.
Vandaag de dag wordt Mary Jane gezien als een belangrijk onderdeel van de Spider-Man verhalen. Ze komt dan ook in de meeste andere media over Spider-Man voor.

## Biografie
In de normale Marvel-continuïteit (ook bekend als Earth 616) is Mary Jane Watson Peters vierde vriendin, na Liz Allan, Betty Brant en Gwen Stacy.
Mary Janes jonge leven was lange tijd onbekend. Het werd pas voor het eerst gedeeltelijk onthuld in Amazing Spider-Man' #259 en geheel onthuld door Gerry Conways verhaal The Amazing Spider-Man: Parallel Lives (januari 1990). MJ kwam uit een probleemgezin. Haar vader, een professor en gefrustreerde schrijver, reageerde zijn woede af op zijn familie in de vorm van mishandeling. Mary Jane liet hier nooit iets van merken aan de buitenwereld. Haar ouders scheidden uiteindelijk, waarna Mary Jane en haar zus bij hun moeder verbleven. Mary Jane bezocht ook vaak haar tante Anna, die naast de Parkers woonde. In het begin was ze niet echt onder de indruk van Peter Parker. Dat veranderde drastisch op de nacht van Oom Bens moord, toen MJ Peter Spider-Man zag worden voor de eerste keer. MJ hield deze kennis echter nog jaren voor zich, en vertelde zelfs Peter niet dat ze het wist (dit alles werd bekendgemaakt in het “Parallel Lives” verhaal.)
Mary Janes naam werd voor het eerst genoemd in Amazing Spider-Man (Vol. 1) #15 (augustus 1964), maar ze was lange tijd een onzichtbaar personage. De eerste delen van Amazing Spider-Man bevatten het vaste patroon waarin Peter probeerde zijn Tante Mays pogingen hem te koppelen aan “het nichtje van buurvrouw Watson”, die Peter nog nooit had gezien. Toen Peter haar dan toch te zien kreeg, werd hij op slag verliefd op haar. Peter begon met haar uit te gaan, tot woede van zijn oude vriendin Gwen Stacy. Toen de Green Goblin Gwen Stacy vermoordde, bleef MJ bij Peter tijdens de rouwperiode. Hierdoor ontwikkelde hun relatie zich nog verder. Echter, toen hij haar ten huwelijk vroeg weigerde ze, omdat ze zich niet wilde binden. Ze verliet New York een paar jaar.
MJ keerde uiteindelijk terug en haar gedrag veranderde sterk. Ze gaf toe dat ze al lang op de hoogte was van Peters geheime identiteit in Amazing Spider-Man (Vol. 1) #258. Uiteindelijk trouwden ze dan toch in Amazing Spider-Man (Vol. 1) Annual #21 (1987).
In de jaren die volgden bleef Mary Jane een model en actrice. Ook legde ze het bij met haar zus en haar vader. Mary Jane ontdekte uiteindelijk dat ze zwanger was. Omdat hij vond dat de stress van zijn dubbelleven een gevaar vormde voor zijn vrouw en kind, gaf Peter zijn leven als superheld op. Zijn rol als Spider-Man werd overgenomen door zijn kloon Ben Reilly. Peter en Mary Jane verlieten New York en verhuisden naar Portland, Oregon. Daar leefden ze enkele maanden, maar de heimwee naar New York maakte dat ze weer terug verhuisden.
Mary Jane werd echter vergiftigd door Alison Mongraine, een helper van de Green Goblin, waardoor haar baby dood werd geboren (zo leek het tenminste, aangezien Mongraine het kind met haar mee nam. In een alternatieve tijdlijn bleef de baby in leven en werd later Spider-Girl). Diezelfde nacht stierf ook Ben Reilly door de Green Goblin, en nam Peter de Spider-Man identiteit weer over. Hij deed dit echter in het geheim aangezien Mary Jane liever niet wilde dat hij weer een superheld werd.
Toen Peter en Mary Janes appartement, en Tante Mays huis werden vernield door Charlie Weiderman, en Spider-Man zich bij de Avengers aansloot, verhuisden Mary Jane en Tante May naar de Stark Tower (het hoofdkwartier van de Avengers).
In de verhaallijn "Een nieuwe dag" maakte Peter een deal met de demon Mephisto om tante May te redden. Door deze deal werden Peters en Mary Janes persoonlijke tijdlijnen veranderd, waardoor een nieuwe realiteit ontstond waarin Mary Jane en Peter nooit getrouwd zijn.

## Controversies
Volgens Stan Lee was Mary Jane oorspronkelijk enkel bedoeld als een rivaal voor Gwen Stacy. Lee was altijd al van plan om Gwen Stacy Spider-Mans ware liefde te laten zijn, maar fans vonden Mary Jane blijkbaar een betere keus. Het huwelijk tussen Mary Jane en Peter Parker wordt dan ook als hoogtepunt in de strips gezien, en de twee worden beschouwd als het meest geliefde "superkoppel".
Echter, veel professionele schrijvers en tekenaars vinden Mary Jane en haar huwelijk met Peter Parker een stuk minder. Ook vond mede-producent Joe Quesada dat het huwelijk de karakters “ouder maakt” waardoor ze minder aanspreken bij een jong publiek.

## Vaardigheden en hulpmiddelen
Mary Jane heeft geen superkrachten of andere speciale vaardigheden, maar door haar relatie met Spider-Man en haar baan als actrice en model is ze regelmatig in de problemen geraakt. Na te hebben gezien wat er met Gwen Stacy gebeurde, wilde ze niet haar hele leven afhankelijk zijn van anderen.
Mary Jane heeft wat training in zelfverdediging gehad. Een van haar leraren was niemand minder dan Captain America. Ze is in staat geweest om aanvallers van normaal krachtniveau van zich af te slaan, waaronder Chameleon met een honkbalknuppel. Een andere keer sloeg ze een ontvoerder bewusteloos met een lamp, en elektrocuteerde zijn helper met diezelfde lamp. Er zijn zelfs gevallen geweest waarin ze Spider-Mans leven redde van superschurken. Zo leidde ze Alistair Smythe en zijn Spider-Slayer af met een honkbalknuppel, en stak de cape van de Hobgoblin in brand. Recentelijk was ze zelfs in staat om Swarm, een superschurk waar zelfs Spider-Man moeite mee had, te verslaan.
Mary Jane draagt altijd een pistool bij zich (hoewel Peter dit maar niets vindt), wat ze ook een keer tegen de Green Goblin gebruikte. Nadat Peter de gave kreeg om organische webben uit zijn polsen te schieten, gaf hij zijn oude kunstmatige webschieters aan Mary Jane.

## Alternatieve versies

### House of M
In de House of M verhaallijn, waarin Scarlet Witch een andere realiteit creëerde, was Mary Jane een wereldberoemde actrice en een van de weinige mensen die geliefd was bij mutanten. Ze speelde vaak in films met Spider-Man (die in deze realiteit was getrouwd met Gwen Stacy).

### Ultimate Marvel
De Ultimate Marvel versie van Mary Jane verscheen voor het eerst in Ultimate Spider-Man #1, en werd ontworpen door Brian Michael Bendis en Mark Bagley. Ze zit op dezelfde school als Peter. Hoewel ze bij haar vrienden eerst bekendstaat als "Mary", neemt ze later de "MJ" bijnaam aan. In tegenstelling tot de Mary Jane uit de standaard strips is ze een briljante studente en uit ze altijd haar ware gevoelens. In Ultimate Spider-Man #13, werd ze de tweede persoon die Peters geheime identiteit leerde kennen. Hoewel Peter en MJ van elkaar houden, maakt Peters leven als superheld hun relatie zwaar. Ook de komst van Gwen Stacy maakte het er niet makkelijke op.
MJ werd later door een kloon van Peter Parker ontvoerd, die het plan had opgevat om haar superkrachten te geven zodat ze niet langer in gevaar was voor al Peters vijanden. Hij gaf haar een dosis van de OZ drug, hetzelfd emiddel dat verantwoordelijk was voor de creatie van de Ultimate Green Goblin en Hobgoblin. Hierdoor veranderde ze in een gehoornd, rood goblin-achtig wezen. Toen Peter Parker en Spider-Woman haar wisten te kalmeren, veranderde ze weer terug.

## Mary Jane in andere media

### Marvel Cinematic Universe
Sinds 2017 verschijnt Mary Jane, onder de naam van Michelle Jones-Watson (MJ), in het Marvel Cinematic Universe waarin ze gespeeld wordt door Zendaya. In haar eerste verschijning plaagt ze Peter een beetje, maar in Spider-Man: Far From Home raken zij en Peter pas verliefd. Daarom wordt ze ook een van de personen die moet worden geëlimineerd door de drones van Quentin Beck / Mysterio. Na het grote eindgevecht in Londen kust ze met Peter en is ze ook getuige dat Peter's identiteit wordt onthuld waarbij hij wordt aangewezen als de moordenaar van Mysterio. Na aanvallen van schurken uit het multiversum, wordt bij iedereen die weet over Peter Parker's ware identiteit de herinneringen van hem gewist. Ook de herinneringen van MJ over Peter Parker worden hierbij gewist. Michelle Jones komt andere voor in de volgende films:
- Spider-Man: Homecoming (2017)
- Spider-Man: Far From Home (2019)
- Spider-Man: No Way Home (2021)

### Films
- In Spider-Man (2002) is Mary Jane Peter Parkers buurmeisje. Hij is al verliefd op haar sinds zijn kindertijd. Ze wordt eerst verliefd op Harry Osborn, maar later op Peter. In de climax van de film wordt ze ontvoerd door de Green Goblin als aas voor Spider-Man. Hij gooit haar, en een kabelbaancabine vol kinderen van een brug. Spider-Man weet beide te redden. Maar omdat hij bang is voor haar veiligheid wil Peter enkel gewoon vrienden blijven met haar en geen verdere relatie. Mary Jane wordt gespeeld door Kirsten Dunst.
- In Spider-Man 2 (2004) raakt Peter door zijn drukke leven vervreemd van Mary Jane. Ze wordt verliefd op John Jameson, de astronaut zoon van J. Jonah Jameson, en ze maken zelfs plannen om te gaan trouwen. Maar eigenlijk wil ze een relatie met Peter. Ze wordt gevangen door Dr. Octopus die haar meeneemt naar een vervallen warenhuis. Daar confronteert Spider-Man hem. Wanneer Spider-Man zijn masker afdoet om door te dringen tot Dr. Octopus ziet Mary Jane voor het eerst dat Peter Parker Spider-Man is. Op het eind van de film rent ze dan ook weg van haar bruiloft en vertelt Peter dat ze de gevaren die hun relatie met zich mee zal brengen accepteert. Mary Jane wordt net zoals in de vorige film gespeeld door Kirsten Dunst.
- In Spider-Man 3 wilde Peter Mary Jane ten huwelijk vragen, maar dat liep mede door Spider-Mans populariteit en tussenkomst van Gwen Stacy mis. Peter en Mary Jane gaan zelfs even uit elkaar door toedoen van Harry Osborn en het symbioot pak. In de climax van de film wordt Mary Jane gevangen door Sandman en Venom. Aan het eind van de film hernieuwen zij en Peter hun relatie. Mary Jane wordt net zoals in vorige twee films gespeeld door Kirsten Dunst.
- Voor de film The Amazing Spider-Man 2 zijn er scenes opgenomen met Shailene Woodley in de rol van Mary Jane Watson. Deze scenes werden echter later tijdens productie verwijderd uit de film.[1]
- Mary Jane Watson verschijnt in de animatiefilm Spider-Man: Into the Spider-Verse uit 2018 waarin ze wordt ingesproken door Zoë Kravitz.
- Mary Jane Watson verschijnt in de animatie- en vervolgfilm Spider-Man: Across the Spider-Verse uit 2023. Ditmaal in een korte verschijning, en niet ingesproken door Kravitz maar door Melissa Sturm. Een aparte versie van Mary Jane uit Gwen Stacy / Spider-Woman's universum wordt ingesproken door Nicole Delaney. In de achtergrond worden archief live-action beelden gebruikt van Kirsten Dunst als Mary Jane uit Spider-Man (2002).

### Televisie
In de animatieserie Spider-Man: The Animated Series, ontmoet Mary Jane Peter voor het eerst in de aflevering "The Return of the Spider-Slayers" (Seizoen #1 aflevering #4). Haar stem werd gedaan door Sara Ballantine. Ze wordt voor het laatst gezien in seizoen #3 aflevering 41, "Turning Point," waarin de Green Goblin haar in een interdimensionale poort gooide. In seizoen vier verscheen Mary Jane opeens weer en trouwde zelfs met Peter, maar dit bleek later een kloon van de echte Mary Jane te zijn. De echte Mary Jane werd niet meer gezien in de serie. De serie eindigde met een cliffhanger waarin Peter en Madam Web op zoek gaan naar Mary Jane.
- In Spider-Man Unlimited, die een sequel was op de vorige serie, wordt getoond dat Mary Jane en Peter elkaar toch hebben teruggevonden (hoe precies is niet bekend) en getrouwd zijn. Haar stem werd gedaan door Jennifer Hale.
- Mary Jane verscheen ook in Spider-Man: The New Animated Series, waarin Lisa Loeb haar stem deed.
- In de Japanse Tokusatsu serie van Spider-Man verscheen een Japanse versie van Mary Jane, al werd ze hier Hitomi Sakuma genoemd. Ze werd gespeeld door Rika Miura.
- Hoewel Mary Jane niet voorkwam in de animatieserie Spider-Man and his Amazing Friends, was het personage Firestar duidelijk op haar gebaseerd.

### Overig
- Schrijver Judith O'Brien schreef twee boeken met Mary Jane, als tiener, in de hoofdrol.
- Mary Jane komt voor in veel computerspellen van Spider-Man, maar meestal als niet bespeelbaar personage.